# Tale Heydarov
Pour les articles homonymes, voir Heydarov.
Tale Heydarov est un entrepreneur azerbaïdjanais. Il est actuellement président de Gilan Holdings et a des entreprises dans des secteurs qui incluent l'édition et l'éducation.

## Vie
Tale Heydarov né le 9 février 1985.
Heydarov parle azerbaïdjanais, anglais, russe et turc.

## Éducation
- 2001-2003 - collège de Collingham, Londres

- 2003-2006 - London School of Economics, Relations internationales et histoire

- 2006-2008 - Birkbeck, Université de Londres, Master en sécurité internationale et gouvernance mondiale

## Carrière
Tale Heydarov est président du conseil d'administration de Gilan Holdings, un conglomérat privé qui possède et investit dans un large éventail d'entreprises de logistique, d'informatique, de tourisme, de biens de consommation rapides, d'agriculture et de construction à grande échelle en Azerbaïdjan.
Gilan Holdings a investi dans l’infrastructure sportive de l’Azerbaïdjan, notamment le club de football Gabala FC et le club de sport de Gabala. Tale Heydarov a été président du Gabala FC depuis 2005 et du club de sport de Gabala depuis 2013. Les recrues de haut niveau du Gabala FC incluent l'ancien joueur d'Arsenal et d'Angleterre Tony Adams. Heydarov a quitté le club début 2019. 
En 2011, il a créé l'École européenne d'Azerbaïdjan, une école privée mixte de jour. 
À la suite de ses expériences avec l'école, Tale Heydarov a créé le Centre de développement des enseignants d'Azerbaïdjan (ATDC) en 2014. ATDC, qui a fonctionné jusqu'en 2019, a offert des cours de formation en pédagogie.
Heydarov est également le fondateur du magazine Vision de l'Azerbaïdjan, qui a débuté en 2006 mais a également été lancé en tant que chaîne de télévision numérique en 2016. Tous deux ont fermé en 2018 en raison de leur insolvabilité 

## Vie privée
Il est marié et père d'une fille et d'un fils.